# Papa Adriano VI
Adriano VI, in latino Adrianus PP. VI; nato Adriaan Florenszoon (originariamente Floriszoon) Boeyens d'Edel, noto anche come Adriano di Utrecht (Utrecht, 2 marzo 1459 – Roma, 14 settembre 1523), è stato il 218º papa della Chiesa cattolica dal 1522 alla morte.

## Biografia

### Formazione e carriera ecclesiastica
Nacque a Utrecht, figlio di Florens, un ebanista, e di sua moglie Geertruid; studiò presso i Fratelli della vita comune, a Zwolle o a Deventer.
Il doppio cognome di Adriaan, Boeyens d'Edel o Boeyens Dedel, deriva dal nome di battesimo del nonno paterno, Boeyens d'Edel, che divenne cognome patronimico del padre, Florens Boeyenszoon, e dal cognome del bisnonno, Jan Edel, che divenne d'Edel quando passò al figlio Boeyens d'Edel e successivamente Dedel quando passò al nipote Florens Boeyenszoon Dedel, diventando il doppio cognome Boeyens Dedel di Adriaan e degli altri discendenti.
A Lovanio studiò filosofia, teologia e diritto canonico, diventando dottore in teologia nel 1491, diacono della Collegiata di San Pietro e vicecancelliere dell'università. Fu vicinissimo alla Devotio moderna.
Nel 1507 venne nominato precettore del futuro imperatore Carlo V, che all'epoca aveva solo sette anni. Venne inviato in Spagna nel 1515 in missione diplomatica; Carlo gli assicurò la successione alla sede di Tortosa, e il 14 novembre 1516 lo nominò Inquisitore generale d'Aragona. Nel 1517 papa Leone X lo creò cardinale presbitero del titolo di Santi Giovanni e Paolo.
Mentre Carlo era ancora minorenne, Adriano venne associato con il cardinale Francisco Jiménez de Cisneros al governo della Spagna. Dopo la morte di quest'ultimo, Adriano venne nominato, il 14 marzo 1518, Generale delle Inquisizioni riunite di Castiglia e Aragona, ruolo nel quale agì fino alla partenza da Tarragona alla volta di Roma, il 4 agosto 1522: egli, comunque, nutriva troppa fiducia nel prossimo per contrastare gli abusi che Francisco Jiménez de Cisneros era invece stato in grado di reprimere.
Quando Carlo partì per i Paesi Bassi, nel 1520, nominò Adriano reggente di Spagna: come tale dovette affrontare la cosiddetta rivolta dei comuneros.

### L'elezione al Soglio
Al conclave tenutosi tra il 27 dicembre 1521 ed il 9 gennaio 1522 parteciparono 39 cardinali, di cui 36 italiani.
Il cardinale Florenszoon non era presente. Fu l'ultima volta che venne scelto un cardinale non presente al conclave.

### Il pontificato

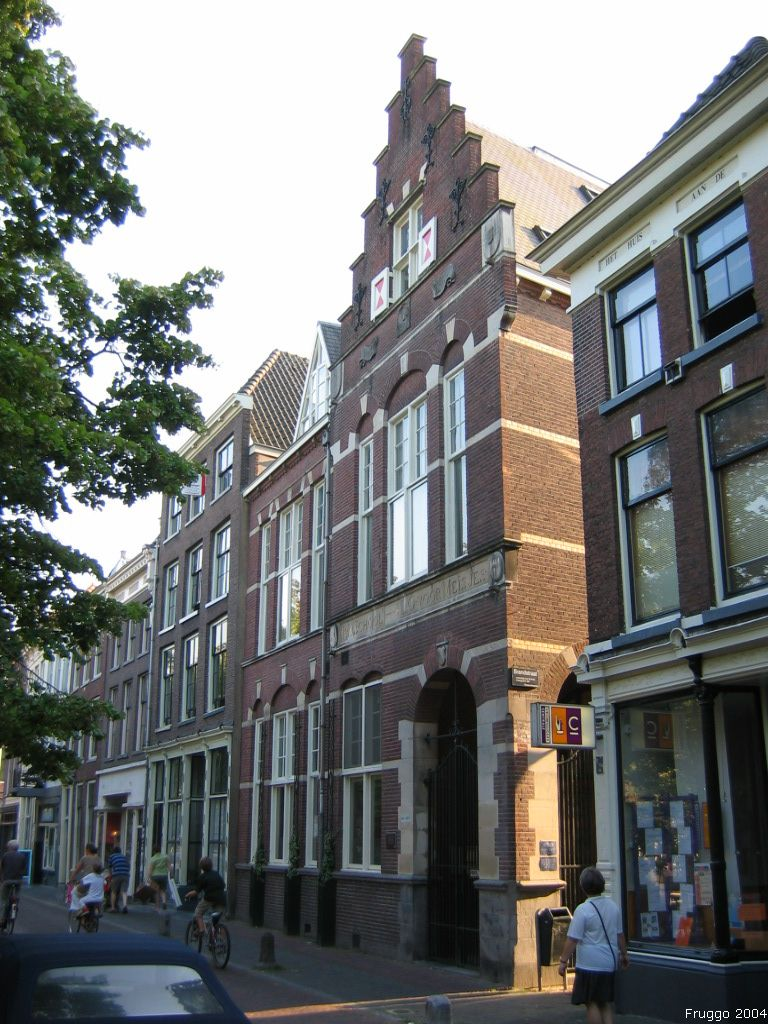
La casa natale di papa Adriano VI a Utrecht.

Il 9 gennaio 1522 Adriaan Florenszoon fu eletto papa praticamente all'unanimità, scegliendo il nome pontificale di Adriano VI.
Incoronato in San Pietro il 31 agosto, all'età di sessantatré anni, manifestò da subito forti volontà riformatrici. Il suo programma era di colpire uno per uno tutti i più noti abusi che si verificavano nel governo della Chiesa, ma il suo tentativo di migliorare il sistema di concessione delle indulgenze fu ostacolato dai suoi stessi cardinali; risultò impossibile anche ridurre il numero delle dispense matrimoniali, perché le entrate erano state incamerate con anni di anticipo da Leone X.
Vari tra i cardinali e umanisti italiani della Curia videro in lui solo un pedante professore straniero, insensibile alla bellezza dell'antichità classica. Adriano VI infatti manifestò indifferenza, se non aperta ostilità, nei confronti dell'arte, e ridusse gli stipendi degli artisti al servizio pontificio: di conseguenza molti musicisti lasciarono Roma, come ad esempio Elzéar Genet detto Carpentras, compositore e cantore da Avignone che era maestro di cappella sotto Leone X, e i livelli qualitativi musicali del Vaticano declinarono significativamente. Adriano manifestò addirittura l'intenzione di smantellare la volta della Cappella Sistina, affrescata da Michelangelo Buonarroti, che rischiò di andare distrutta per la sua ostilità nei confronti dell'arte.
Anche come uomo di pace tra i prìncipi cristiani, che egli sperava di unire in una guerra difensiva contro l'Impero ottomano, la sua politica era destinata all'insuccesso: nell'agosto 1523 fu costretto ad allearsi apertamente con Sacro Romano Impero, Inghilterra e Repubblica di Venezia contro la Francia; nel frattempo, nel dicembre del 1522, il sultano ottomano Solimano il Magnifico aveva conquistato Rodi.

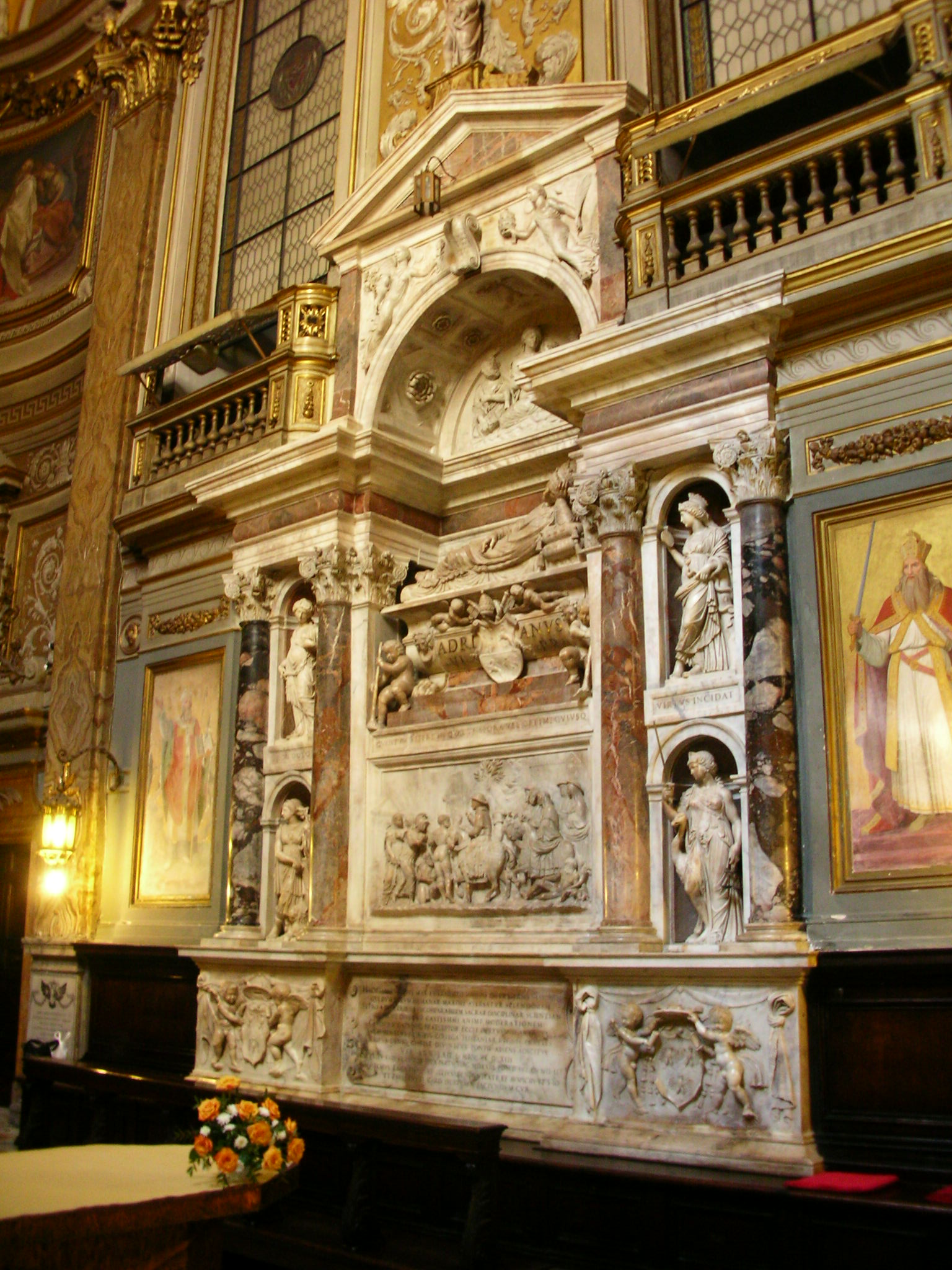
La tomba di Adriano VI, in Santa Maria dell'Anima a Roma, progettata da Baldassarre Peruzzi.

Nella gestione delle prime fasi del movimento protestante in Germania, Adriano non riconobbe completamente la gravità della situazione. Durante una dieta che si tenne nel dicembre 1522 a Norimberga, venne rappresentato dal vescovo Francesco Chieregati, le cui istruzioni contenevano la franca ammissione che il disordine della Chiesa scaturiva dalla Curia stessa e che proprio da lì la riforma doveva iniziarsi. Comunque, il già professore e inquisitore generale era fermamente ostile a cambiamenti nella dottrina e richiese che Martin Lutero venisse punito per eresia.
Adriano morì il 14 settembre 1523, alla fine di un pontificato troppo breve per essere efficace. Fu l'ultimo papa non italiano fino all'elezione di papa Giovanni Paolo II nel 1978 e fu l'ultimo papa proveniente dal Sacro Romano Impero, nonché unico papa di origine olandese.

## Pubblicazioni di Adriano VI
Adriano pubblicò Quaestiones in quartum sententiarum praesertim circa sacramenta (Parigi, 1512, 1516, 1518, 1537; Roma, 1522), e Quaestiones quodlibeticae XII. (I ed., Lovanio, 1515).
Nelle Quaestiones in quartum Sententiarum, un'opera non dottrinale, Adriano VI scrisse che il papa è fallibile, anche in materia di fede; tale opera, che fu ristampata con la sua autorizzazione dopo l'elezione al soglio pontificio, contiene anche l'affermazione che diversi papi abbracciarono e insegnarono dottrine eretiche. Quest'opera ha fatto discutere: i cattolici sostengono che si tratta solo di un'opinione personale, non di un'affermazione ex cathedra, e quindi non è in conflitto con il dogma dell'infallibilità papale; altri sostengono che il concetto di ex cathedra si sia affermato solo nel XIX secolo.

## Cardinali creati da Adriano VI
Papa Adriano VI durante il suo pontificato ha creato un solo cardinale, in un concistoro svoltosi il 10 settembre 1523.
- Willem van Enckenvoirt, vescovo di Tortosa (Spagna); creato cardinale presbitero dei Santi Giovanni e Paolo (m. 1534)[4]

## Genealogia episcopale e successione apostolica
La genealogia episcopale è:
- Vescovo Adriaan Appelkern
- Vescovo Diego de Ribera
- Papa Adriano VI

La genealogia episcopale è:
- Cardinale Cristoforo Numai da Forlì, O.F.M.Obs.